# Wawrowice (gmina)
Wawrowice – dawna gmina wiejska istniejąca na przełomie XIX i XX wieku w guberni kieleckiej. Siedzibą władz gminy były Wawrowice.
Za Królestwa Polskiego gmina Wawrowice należała do powiatu pińczowskiego w guberni kieleckiej (utworzonej w 1867).
Brak informacji o dacie likwidacji gminy; jednostka występuje jeszcze w wykazie z 1885 roku, natomiast w wykazie z 1921 jest już zniesiona, a Wawrowice wchodzą w skład gminy Czarkowy.